# 후안 호세 루비오
후안 호세 루비오 히메네스(스페인어: Juan José Rubio Jiménez, 1956년 8월 28일, 마드리드 주 마드리드 ~)는 스페인의 전직 축구 선수이다. 현역 시절 공격수로 활동했다.

## 국가대표팀 경력
루비오는 스페인 국가대표팀 경기에 1번 출전했다. 그의 처음이자 마지막 국가대표팀 경기는 1981년 2월 18일에 마드리드에서 열린 프랑스와의 경기였다.

## 수상
아틀레티코 마드리드
- 코파 델 레이: 1984-85
- 수페르코파 데 에스파냐: 1985
- 컵위너스컵 준우승: 1985-86